# سائول گوتیرز
سائول گوتیرز (انگلیسی: Saúl Gutiérrez؛ زادهٔ ۲۸ دسامبر ۱۹۹۲) یک تکواندوکار اهل مکزیک است.
از افتخارات وی میتوان به کسب مدال برنز وزن ۶۳ کیلوگرم در مسابقات جهانی تکواندو ۲۰۱۵ اشاره کرد